# Д’Оллон, Макс
Макс д’Оллон (фр. Maximilien-Paul-Marie-Félix d'Ollone; 13 июня 1875, Безансон — 15 мая 1959, Париж) — французский композитор. Брат Анри д’Оллона.
Поступил в Парижскую консерваторию в возрасте шести лет, учился у Жюля Массне, Андре Жедальжа и Альбера Лавиньяка. В 1895 году получил вторую Римскую премию за кантату «Кларисса Харлоу», в 1897 году — первую Римскую премию за кантату «Фредегонда».
На рубеже веков начал приобретать определённую известность концертными сочинениями, среди которых Фантазия для фортепиано с оркестром, впервые исполненная Альфредом Корто (1899), и симфоническая поэма для скрипки с оркестром «Деревенский скрипач» (фр. Le Ménétrier), впервые исполненная Джордже Энеску (1910). В дальнейшем основное внимание уделял произведениям для сцены, из которых наиболее значительны оперы «Возвращение» (фр. Le Retour; 1912, на собственное либретто), «Арлекин» (фр. L'Arlequin; 1924, либретто Ж. Сармана) и «Самаритянка» (фр. La Samaritaine; 1937, по одноимённой пьесе Э. Ростана). Музыка д’Оллона была выдержана в позднеромантическом духе с элементами импрессионистского влияния, и композитор отстаивал это как позицию, опубликовав в 1932 г. в журнале Le Ménestrel серию из трёх статей, направленных в поддержку мелодического начала в музыке и против новейших веяний (Новой Венской школы).
Принимал участие в Конкурсе искусств на летних Олимпийских играх 1912 в категории «Музыка».
Преподавал в Нормальной школе музыки, с 1923 г. профессор Парижской консерватории, с 1930 г. занимал пост инспектора музыкального образования и курировал работу провинциальных консерваторий. В 1941—1944 гг. директор Опера Комик. Одновременно заведовал музыкальной секцией Группы сотрудничества (фр. Groupe Collaboration) — объединения французских деятелей искусства, нацеленных на сотрудничество с гитлеровской Германией. После окончания Второй мировой войны был уволен из консерватории и из министерства как коллаборационист. В послевоенные годы опубликовал книги «Музыкальный язык» (фр. Le langage musical; 1952) и «Оперный театр и публика» (фр. Le théâtre lyrique et le public; 1955).